# Partit Republicà d'Esquerra
El Partit Republicà d'Esquerra és un partit polític català. Format el 1935 mitjançant la fusió dels partits Esquerra Nacional a Catalunya (l'antic Partit Català d'Acció Republicana) i la secció catalana del Partit Republicà Radical Socialista i presidit per Faustí Ballvé i Pellicer. El partit pertany des d'aleshores al partit espanyol Izquierda Republicana, convertint-se en la seva federació catalana. En acabar la guerra els seus líders marxaren a Mèxic i França, i formaren part del Consell Nacional de la Democràcia Catalana amb altres partits catalans. Durant els anys 1950 la seva activitat va decaure totalment.

Com que després de la transició cap a l'actual règim del 78 Izquierda Republicana es veié immersa en una crisi interna que la guanyà el corrent més conservador del partit, el qual, poc després es va integrar a Izquierda Unida, el Partit Republicà d'Esquerra decidí sumar-s'hi a la fundació d'un nou partit republicà d'esquerres, federalista i espanyol fruït de la conjunció diversos membres progressistes de la Izquierda Republicana de Manuel Azaña (que van perdre la batalla judicial per usar les sigles del partit contra l'ala conservadora d'aquest), Acción Republicana Democrática Española (ARDE) i Unión Republicana que es fundà el 2013 i rebé el nom d'Alternativa Republicana (ALTER). Automàticament esdevingué la federació catalana d'aquest partit i actualment és conegut com a Partit Republicà d'Esquerra - Alternativa Republicana de Catalunya.